# Damiano Lestingi
Damiano Lestingi (ur. 22 kwietnia 1989 w Civitavecchia) – włoski pływak, dwukrotny wicemistrz Europy (basen 25 m).
Specjalizuje się w pływaniu stylem grzbietowym. Największym jego sukcesem jest dwukrotnie srebrny medal w mistrzostwach Europy na basenie 25-metrowym w Eindhoven w 2010 roku w wyścigach na 100 i 200 m tym stylem.
Startował w igrzyskach olimpijskich w Pekinie (2008), nie odnosząc większych sukcesów.